# Sárosfa
Sárosfa (szlovákul Blatná na Ostrove) község Szlovákiában, a Nagyszombati kerületben, a Dunaszerdahelyi járásban.

## Fekvése
Dunaszerdahelytől 12 km-re nyugatra a fekszik.

## Története
A települést 1286-ban "Sarafia" néven említik először. Több nemesi család birtoka, majd a 16. századtól a Kéméndy, a 17. századtól a Földesi családé, akik később az egész falut birtokolták. 1828-ban 68 házában 521 lakos élt. Lakói főként mezőgazdasággal foglalkoztak.
Fényes Elek szerint "Sárosfalva, magyar falu, Poson vgyében, Somorjához 2 órányira, a szerdahelyi országut mellett. Csak egy széles utczából áll, mellyben sok derék urasági lakházakat és egy csinos kápolnát láthatni. Szántóföldjei jó buzát, árpát, zabot teremnek. Legelője bő; rétje kevés; erdseje nincs. – Számlál 218 kath., 24 zsidó lak. F. u. a Bittó nemzetség férfi ága."
Pozsony vármegye monográfiájában "Sárosfa, magyar kisközség, körjegyzőségi székhely a Felső-Csallóközben. 35 házat számlál és 331 róm. kath. vallású lakosa van. Ily nevű község e vármegyében már 1075-ben van említve, de Ipolyi Arnold állítása szerint ez nem a mai Sárosfa. Első nyomát 1328-ban Sáralja néven találjuk, a mikor I. Károly király Péterfia Domokost iktattatja birtokába. 1397-ben Zsigmond király Mátyás és András nevű nemeseknek adományozza, de később már Malath András pozsonyi polgárt is itt találjuk, a ki ugyancsak Zsigmond király adományából jutott birtokához. Ez időben már a mai nevén van említve. Az 1553-iki összeírásban Kéméndi Péter 3 portával szerepel. A XVII. század első felében a Földes család is birtokos itt; 1651-ben ugyanis Földes Ferencz és István újabb adományt nyernek itteni birtokukra. Ez időben tünik föl a Bittó család is, mely a községnek csakhamar egyedüli nemesi birtokosa lesz és ma is az. Ma Bittó Béninek, Istvánnak és Dénesnek van itt birtoka és mindegyiknek külön úrilaka. A Bittó családnak itt gazdag levéltára is van, melyben több Árpád-korabeli oklevél találtatik. A községnek nincs temploma; a Bittó család kápolnája 1721-ben épült. Azelőtt ide tartozott Maczháza és Újfalu puszta, mely 1560-ban a Vass és a Földes családok ivadékainak birtoka volt, erre 1569-ben új adományt nyertek. Volt itt még több Újfalu nevű helység is, melyek közül az egyik 1553-ban az ó-budai apáczák birtoka. Ugyancsak Újfalu, másként Barabástelke néven van említve Somorja közelében egy község, ellenben 1515-ben egy másik Újfaluban Bakai Bessenyei Gergely és Ilona birtokrészöket Csorba Andrástól és ennek fiától, Ferencztől visszaváltják. Nem valószínű, hogy mindezek az elsőnek említett Újfalu pusztára vonatkoznak, de tény, hogy ezen a vidéken feküdtek. Sárosfa községnek van saját postája; távírója és vasúti állomása Nagylég."
A trianoni békeszerződésig Pozsony vármegye Somorjai járásához tartozott. 1938 és 1945 között Magyarország része volt.

## Népessége
| Év:            | 1994. | 2004.   | 2014.   | 2024.    |
| -------------- | ----- | ------- | ------- | -------- |
| Emberek száma: | 792   | 828     | 854     | 994      |
| Eltérés:       |       | +4,54 % | +3,14 % | +16,39 % |

| Év:            | 2023. | 2024.   |
| -------------- | ----- | ------- |
| Emberek száma: | 1003  | 994     |
| Eltérés:       |       | -0,89 % |

1910-ben 369, túlnyomórészt magyar anyanyelvű lakosa volt.
2001-ben 823 lakosából 726 magyar és 84 szlovák volt.
2011-ben 860 lakosából 667 magyar és 158 szlovák volt.
2021-ben 981 lakosából 688 (+19) magyar, 266 (+12) szlovák, (+8) cigány, 11 (+2) egyéb és 16 ismeretlen nemzetiségű volt.

## Neves személyek
- Itt született 1822. május 3-án Bittó István miniszterelnök.
- Itt született 1949-ben Végh László szociológus, politológus, könyvtáros.
- Itt született 1953-ban Gódány Sándor nemzetközileg elismert felvidéki magyar képzőművész.

## Nevezetességei
- Szentháromság-temploma 1721-ben épült. Gótikus Madonna-szobra 1400 körül készült.

## Külső hivatkozások
- Hivatalos oldal
- E-obce.sk Archiválva 2009. május 7-i dátummal a Wayback Machine-ben
- Sárosfa Szlovákia térképén
- Községinfó